# Surani
Surani es una comuna ubicada en el distrito de Prahova, Rumania.

## Superficie
Posee una superficie de 15,95 kilómetros cuadrados.

## Demografía
Hasta 2021 la población era de 1635 habitantes, con una densidad de población de 102,5 habitantes por kilómetro cuadrado.